# Шлінген
Шлінген (нім. Schliengen) — громада в Німеччині, знаходиться в землі Баден-Вюртемберг. Підпорядковується адміністративному округу Фрайбург. Входить до складу району Леррах.
Площа — 37,46 км2. Населення становить 5770 ос. (станом на 31 грудня 2020).